# Punta dell'Uccettù
La Punta dell'Uccettù (2.004 m s.l.m.) è una cima montuosa dell'Appennino.

## Descrizione

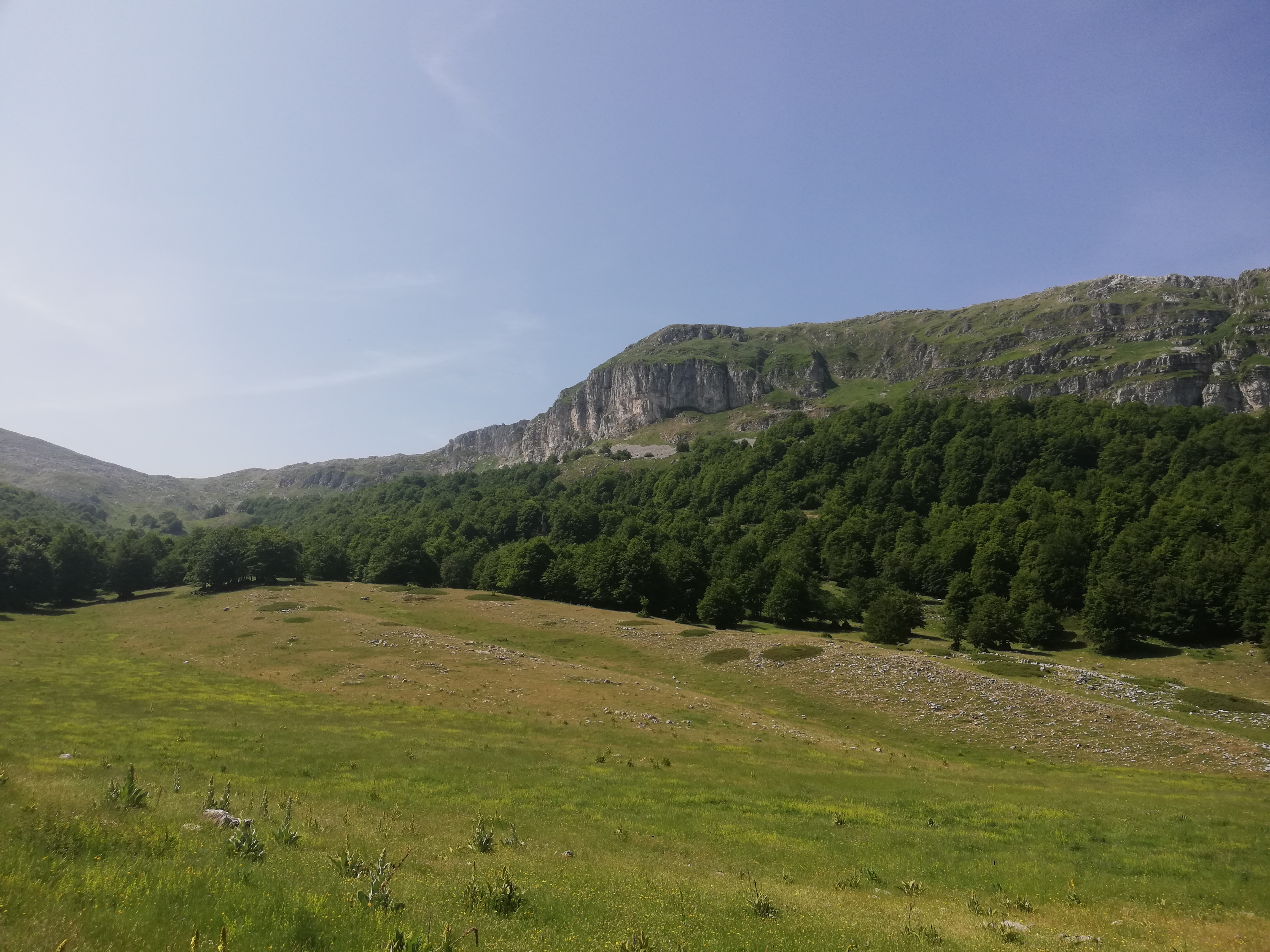
Il versante roccioso Nord della Punta dell'Uccettù visto da sotto, dal rifugio forestale di Campitello

La montagna fa parte delle Montagne della Duchessa, ed è posta al confine tra Lazio (Borgorose) e Abruzzo (Lucoli), formando una linea di cresta assieme al vicino Monte Costone. Verso ovest guarda verso il Murolungo, a sud il Monte Morrone, il bacino del Lago della Duchessa  e il gruppo montuoso Monte San Rocco-Monte Cava, verso est il bosco di Cerasuolo.